# Гудима, Игнатий Филиппович
Игнатий Филиппович Гудима (1 февраля 1882, Детковцы, Австро-Венгрия — 1941, Детковцы, УССР) — священник, проповедник православия на Галичине, жертва австрийского и немецкого террора.

## Биография
Игнатий Гудима родился в селе Детковцы (ныне — в Бродовской общине Золочевского района Львовской области Украины) в семье дьякона. С юности воспринял русофильские взгляды и, подобно многим галицким русофилам, перешёл из унии в православие.
Решив стать священником, поступил в Житомирскую духовную семинарию, где близко познакомился со своим земляком Максимом Сандовичем. После окончания обучения и введения в сан получил православный приход в селе Залучье (укр. Залуччя, ныне — Коломыйский район, Ивано-Франковская область), жители которого незадолго до того изъявили желание перейти в православие.
Пропаганда православия, которой Гудима занялся, вернувшись на родину, не нарушала законы Австро-Венгрии, однако привлекала к нему внимание австрийских властей. В марте 1912 году Игнатий Гудима был арестован — этот арест некоторые связывали с тем, что, возвращаясь из Львова, у него в январе того же года остановился на ночь Максим Сандович, давно находившийся под подозрением властей.
Игнатию Гудиме, как и другим арестованным (Максиму Сандовичу, Семёну Бендасюку, Василию Колдре) были предъявлены обвинения в государственной измене и шпионаже.
Расследование продолжалось около двух лет, которые Игнатий Гудима вместе с другими обвиняемыми провёл в львовской тюрьме. Судебный процесс начался лишь в апреле 1914 года, продолжался около двух месяцев и окончился полным оправданием всех обвиняемых.
Выйдя на свободу в июне 1914 года Игнатий Гудима возвратился в Детковцы к семье.

## Повторное заключение и психическая болезнь
Повторно он был арестован в сентябре того же года, ввиду начала Первой мировой войны — вместе с рядом других жителей Бродовского уезда, подозреваемых в русофильских симпатиях. Первоначально Игнатий Гудима содержался в тюрьме в Вайнбурге, в 1915 году был переведён в концлагерь Талергоф. Подобно другим интернированным там русофилам, никаких официальных обвинений ему предъявлено не было. Изданный в 1920-е годы «Талергофский альманах» сообщает, что в начале заключения отец Гудима держал себя твёрдо и мужественно, отправлял службы для узников, пытался самостоятельно изучать французский язык. Игнатий Гудима был среди заключенных, которых подвергли пытке-наказанию в виде «подвешивания», за указание при перекличке русской (Russen) национальности.
Впоследствии, возможно под влиянием физических и нравственных мучений, у Игнатия Гудимы развилось тяжёлое психическое заболевание, от которого он не оправился до конца жизни. После освобождения талергофских узников в 1917 году он вернулся в Дитковцы, где проживал до смерти как местный юродивый

свящ. Игнатій Гудима, сынъ дьяка Филиппа изъ Дытковецъ Бродскаго уѣзда. Голова у него тяжела, но не отъ похмѣлья, a отъ горя и кручины; онъ сдѣлалъ ненужный далекій путь, сидѣлъ два года въ тюрьмѣ у Львовѣ, побывалъ въ Талергофѣ, спалъ въ одномъ рваномъ рубищѣ въ погребѣ католическаго патера, ѣлъ картофель, рубилъ дрова и вернулся въ родную страну, каясь: грѣшенъ я, душу спасать надо.— «Талергофский альманах. Выпуск второй».

## Последние годы жизни и смерть
Душевная болезнь полностью вырвала Игнатия Гудиму из общественной жизни, однако в 1920-е года и позднее его имя нередко упоминалось участниками русского движения Галичины, как борца и мученика за идею.
Игнатий Гудима был расстрелян в Дытковцах нацистами после оккупации ими Западной Украины.